# مدمرة

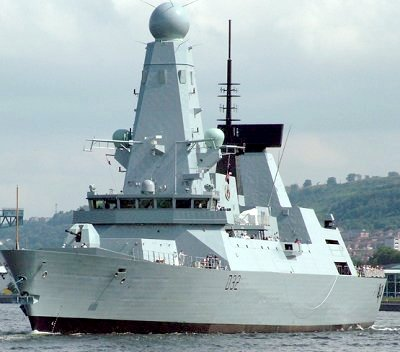
مدمرة بريطانية

المدمرة يقصد بها في المصطلحات البحرية سفينة حربية سريعة وقادرة على المناورة، ترافق القطع الأكبر في الأسطول لتوفير الحماية لها من هجمات القطع الصغيرة المعادية كالزوارق الطوربيد والغواصات والطائرات.
تسلح المدمرات الحديثة لإداء مهماتها وواجباتها بصواريخ بحر-جو ضد الطائرات وبحر-بحر مضادة السفن وأنابيب طوربيد للحرب ضد الغواصات، وقد ساهمت الحربان العالميتان الأولى والثانية في تطوير المدمرات الحربية.